# 컴스 호스맨
《컴스 호스맨》(영어: Comes a Horseman)은 미국에서 제작된 앨런 J. 퍼쿨라 감독의 1978년 서부 드라마 영화이다. 제인 폰다, 제임스 칸 등이 출연하였고, 진 커크우드 등이 제작에 참여하였다.

## 출연진
- 제임스 칸
- 제인 폰다
- 제이슨 로바즈
- 조지 그리자드
- 리처드 판즈워스
- 짐 데이비스
- 마크 하먼
- 메이컨 매캘먼
- 배질 호프먼
- 제임스 클라인
- 제임스 키치

## 기타 제작진
- 미술: 조지 젱킨스
- 의상: 러스터 베일리스